# Jules Lapierre
Jules Lapierre (Grenoble, 2 gennaio 1996) è un fondista francese.

## Biografia
Originario di Le Sappey-en-Chartreuse e attivo in gare FIS dal dicembre del 2012, Lapierre ha esordito in Coppa del Mondo il 3 dicembre 2017 a Lillehammer (25º), ai Giochi olimpici invernali a Pyeongchang 2018 (15º nello skiathlon) e ai Campionati mondiali a Seefeld in Tirol 2019, dove si è classificato 24º nella 15 km e 18º nello skiathlon; ai Mondiali di Oberstdorf 2021 ha vinto la medaglia di bronzo nella staffetta e si è piazzato 16º nello skiathlon e ai XXIV Giochi olimpici invernali di Pechino 2022 è stato 15º nella 50 km e 14º nello skiathlon. Ai Mondiali di Planica 2023 si è classificato 16º nella 15 km, 8º nello skiathlon e 4º nella staffetta; nella stagione successiva ha conquistato il primo podio in Coppa del Mondo, il 28 gennaio 2024 nella 20 km di Goms (3º) e ai Mondiali di TRondheim 2025 è stato 20º nella 50 km, 19º nello skiathlon e 4º nella staffetta.

## Palmarès

### Mondiali
- 1 medaglia:
  - 1 bronzo (staffetta a Oberstdorf 2021)

### Mondiali juniores
- 3 medaglie:
  - 2 argenti (staffetta a Val di Fiemme 2014; staffetta ad Almaty 2015)
  - 1 bronzo (staffetta a Râșnov 2016)

### Coppa del Mondo
- Miglior piazzamento in classifica generale: 28º nel 2023 e nel 2024
- 1 podio (individuale):
  - 1 terzo posto

#### Coppa del Mondo - competizioni intermedie
- 2 podi di tappa:
  - 1 vittoria
  - 1 terzo posto

##### Coppa del Mondo - vittorie di tappa
| Data           | Località      | Nazione | Competizione | Specialità  |
| -------------- | ------------- | ------- | ------------ | ----------- |
| 7 gennaio 2024 | Val di Fiemme | Italia  | Tour de Ski  | 10 km TL MS |

Legenda:

TL = tecnica libera

MS = partenza in linea